# Lauren Conrad
Lauren  Katherine Conrad (Laguna Beach, California; 1 de febrero de 1986), apodada LC, es una celebridad de televisión estadounidense. Es conocida por aparecer en el reality de MTV Laguna Beach: The Real Orange County y su secuela, The Hills, que sigue su vida personal y su carrera en la industria de la moda. Ha ganado unos $1.5 millones anuales (estimados) por sus apariciones en televisión, línea de ropa, y productos asociados.

## Biografía
Lauren Conrad nació en Laguna Beach, California, siendo la mayor de tres hijos. Sus hermanos menores son Breanna y Brandon.

### Laguna Beach
Durante el último año de secundaria de Conrad, comienza a aparecer en el serie de realidad de MTV Laguna Beach: The Real O.C. Al graduarse en 2004, asistió a la Academy of Art University en San Francisco por un semestre. Durante la segunda temporada de Laguna Beach: The Real O.C. ella regresa a su hogar y tomó clases en una universidad local. Fue transferida al Fashion Institute of Design & Merchandising.

### The Hills
La primera temporada de The Hills fue estrenada por MTV en mayo de 2006. La serie muestra a Conrad cuando se muda a Los Ángeles, su trabajo en Teen Vogue, su vida y la de sus amigos, incluyendo su convivencia con Heidi Montag.
La segunda temporada The Hills transcurre durante finales del verano de 2006 y principios de febrero de 2007. Tiempo en que la amistad entre Conrad y Montag comenzó a deteriorarse por la aparición del nuevo novio de Montag, Spencer Pratt. En febrero de 2007, Audrina Patridge, otra persona ligada a The Hills, reemplazó a Montag y se convierte en compañera de Conrad luego que Montag se mudara a un nuevo departamento con Pratt.
La tercera temporada de The Hills salió al aire el 15 de agosto de 2007. La cuarta temporada salió al aire el 18 de agosto de 2008 en los Estados Unidos. La quinta temporada salió al aire el 30 de marzo de 2009 por MTV Latinoamérica.

### Carrera profesional
Conrad estuvo realizando su internado en Teen Vogue mientras filmaba la temporada uno de The Hills.
Conrad y su reality show aparentemente aumentaron la cantidad de ventas de Teen Vogue. Esto fue reportado en marzo de 2007 que desde la segunda temporada de The Hills comenzó a transmitirse a mediados de enero, las ventas de la revista aumentaron dos dígitos con respecto a 2006. Conrad ahora trabaja para Kelly Cutrone en People's Revolution.
Conrad creó también su propia línea de ropa. La línea hizo su debut en el Mercedes Benz LA Fashion Week en Smashbox Studios en marzo de 2008. En 2007 tuvo una aparición en el mundo del cine, haciendo una versión ridícula de ella misma, en la película Epic Movie. En 2008 hizo una aparición especial en la serie estadounidense Geek. En mayo de 2009 hizo una cameo como dibujo animado, de nuevo en una versión ridiculizada de sí misma, en la serie Padre de familia.
En 2011, Lauren Conrad creó ”The Beauty Deparment” un sitio web que comparte con su estilista Kristin Ess y con su maquilladora Amy Nadine, en el cual dan consejos y hacen tutoriales de belleza http://laurenconrad.com/

### Libro
En junio de 2009, Conrad publicó su primera novela, L.A. Candy. Basada en la vida privada de Conrad, L.A. Candy es una obra semiautobiográfica sobre una muchacha de 19 años que se muda a Los Ángeles y se hace la estrella de un programa de televisión de realidad. La segunda novela de Conrad, Sweet Little Lies: Una Novela de L.A. Candy, fue publicada en febrero de 2010. La novela final es Sugar and Spice, fue lanzado el 5 de octubre de 2010 junto con Lauren Conrad Style, una guía de estilo que habla de todo lo que ella ha conocido y vivido en el mundo de la moda.

### Rostro
En enero de 2007, Conrad fue nombrada rostro oficial de "mark.", una línea creada por Avon y destinada para la mujer joven. Ella será asociada a "mark" y colaborará en iniciativas de belleza y moda. Se convertirá en el sello de magalog (con más de seis millones de clientes todos los meses), y en la comunidad en línea de "mark.".
Conrad se convirtió también en la portavoz nacional de College Tonight.

## Prensa
Conrad apareció en la portada de junio/julio de 2006 de la revista Teen Vogue. Esta fue la primera vez en que un interno aparece en la portada de la revista. Ese mismo mes, TV Guide publicó una entrevista a Conrad en la que se discutió acerca de la portada de Teen Vogue y detalles de su vida en el reality de televisión. Conrad apareció en la portada de Teen Vogue otra vez en agosto de 2007 junto a su amiga y compañera de trabajo, Whitney Port.
Aparece en la portada de la revista Seventeen. Conrad aparece otra vez en octubre de 2007. Esta ocasión fue por el lanzamiento de su nueva línea de ropa, Lauren Conrad Collection y se dio un vistazo a sus exclusivos diseños.
Conrad hizo su tercera aparición en marzo de 2007 y septiembre de 2008 en Cosmogirl.

## Filmografía
| Cine        | Cine                                      | Cine                           | Cine         |
| Año         | Film                                      | Rol                            | Notas        |
| ----------- | ----------------------------------------- | ------------------------------ | ------------ |
| 2007        | Epic Movie                                | Ella misma                     |              |
| 2008        | The Mainhouse Shorts: No Strings Attached | Suzy Salad                     | Cortometraje |
| 2009        | The Mainhouse Shorts: Returning Home      | Suzy Salad                     | Cortometraje |
| Televisión  |                                           |                                |              |
| Año         | Título                                    | Rol                            | Notas        |
| 2004-2006   | Laguna Beach: The Real Orange County      | Ella misma                     | 26 episodios |
| 2006-2009   | The Hills                                 | Ella misma                     | 73 episodios |
| 2007 y 2009 | Family Guy                                | Voz Ella misma                 | 2 episodios  |
| 2008        | Greek                                     | Ella misma                     | 1 episodio   |
| 2009        | American's Next Top Model                 | Ella misma (Estrella invitada) |              |

## Premios
| Año       | Premio             | Resultado | Categoría                      | Serie     |
| --------- | ------------------ | --------- | ------------------------------ | --------- |
| 2006      | Teen Choice Awards | Ganadora  | Mejor Artista de Reality de TV | The Hills |
| 2007      | Teen Choice Awards | Ganadora  | Mejor Artista de Reality de TV | The Hills |
| 2008 2009 | Teen Choice Awards | Ganadora  | Mejor Artista de Reality de TV | The Hills |
| 2010      | Teen Choice Awards | Nominada  | Mejor Artista de Reality de TV | The Hills |